# Talat N'Yaaqoub
Talat N Yaaqoub (franska: Talat N Yaaqoub (CR), Talat N Yaaqoub (Commune Rurale), arabiska: ويركان) är en kommun i Marocko.   Den ligger i provinsen Al Haouz och regionen Marrakech-Safi, i den centrala delen av landet, 400 km söder om huvudstaden Rabat. Antalet invånare är 7 702.